# 헝가리 알루미늄 공장 적니유출사고
헝가리 알루미늄 공장 적니유출사고는 중앙유럽 여름 시간 기준 2010년 10월 4일 12시 25분에 헝가리 서부, 베스프렘 주 어이커의 Ajkai Timföldgyár 알루미늄 공장의 부식성 폐기물 저수지가 붕괴한 산업 사고이다. 10번 저수지의 댐 북서면 코너가 붕괴하여, 적니(red mud) 호수에서 1백만 입방미터에 달하는 폐기물이 방출되었다. 쏟아져 나온 적니는 1 ~ 2미터 높이의 파도를 이루며 콜론타르, 데베체르 등 인근 지역을 휩쓸었다. 최소 9명이 죽었으며, 122명이 다쳤다. 이 사태로 직접 영향을 받은 토지만 40 평방킬로미터에 달하며 2010년 10월 7일에는 유출된 폐기물이 다뉴브강에까지 도달했다. 부식성 슬러지 폐기물을 유출한 저수지 외벽은 완전 붕괴 위험에 놓여 있으며, 그렇게 될 경우 5십만 입방미터의 슬러지가 더 유출될 것이다.

## 적니의 기원
이 사고에서 유출된 적니는 바이어법을 통해 보크사이트를 알루미늄으로 전환하는 중간단계인 알루미나를 만들 때 생성되는 폐기물이다. 이 붉은 진흙덩어리는 1차적으로 보크사이트의 구성 성분 중 알루미늄이 아닌 물질들과 정제 과정에서 떨어져 나온 물질들, 그리고 알루미나를 용해하는 데 쓰인 수산화나트륨 등을 포함하고 있다. 붉은색을 띠게 만드는 적철석이 주된 구성 성분이지만, 다른 화합물들도 함유하고 있다. 이 진흙은 엄청난 강염기성이기 때문에 생성되자마자 커다란 야외 저수조에 격리된다. 사고를 일으킨 Ajkai Timföldgyár 공장에는 3천만 톤 이상의 적니가 더 쌓여 있다.
마자르 알루미늄(MAL)에서 발표한 자료에 따르면, 적니는 다음과 같은 화학구성을 하고 있다.
| 산화물                  | 구성비    | 비고                                       |
| ----------------------- | --------- | ------------------------------------------ |
| Fe2O3 (적철석)          | 40 ~ 45 % | 진흙이 붉은 색을 띠게 만든다.              |
| Al2O3 (알루미나)        | 10 ~ 15 % | 추출되지 못한 알루미늄.                    |
| SiO2 (실리카)           | 10 ~ 15 % | 나트륨이나 칼슘과 결합된 상태.             |
| CaO (생석회)            | 6 ~ 10 %  | 포틀란다이트 참조.                         |
| TiO2 (이산화티타늄)     | 4 ~ 5 %   | 보크사이트에 포함된 불순물.                |
| Na2O (bound 산화나트륨) | 5 ~ 6 %   | 강염기성 물질로, 화학화상을 일으키는 주범. |

## 사고의 영향

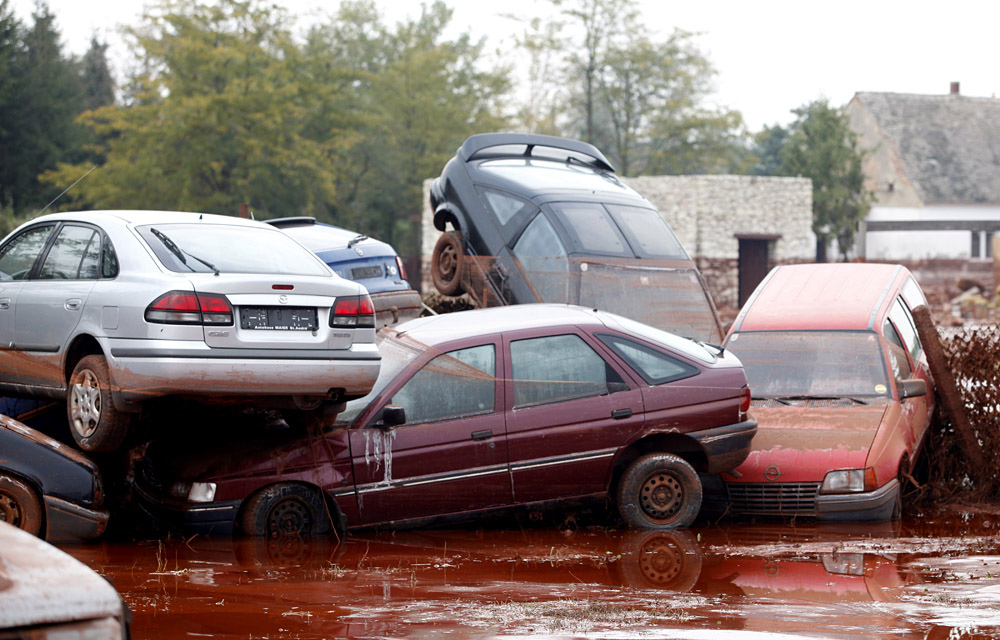
데베체르의 처참한 모습.

적니의 홍수가 콜론타르를 덮쳐 7명이 사망한 것으로 확인되었고, 데베체르에서는 파도의 힘이 너무 세서 자동차들이 떠밀려갈 정도였다. 콜론타르에서 사망한 희생자들의 사인은 정확히 밝혀지지 않았다. 헝가리 국가재난관리총국(NDGDM, 헝가리어: Országos Katasztrófavédelmi Főigazgatóság)의 대변인은 익사로 추측된다고 발표했다. 또한 사건 발생 후 6명의 사람이 실종되었다.
NDGDM은 수소 이온 농도가 높은 진흙의 위험성이 높으며, 접촉한 부위를 깨끗한 물로 씻어내지 않을 시 알칼리 반응을 일으킬 수 있다고 경고했다. 데베체르 시장은 80 ~ 90명의 사람들이 화학화상을 입고 병원에 실려갔다고 발표했다. 죄르의 병원 의사 페테르 자카보스(Péter Jakabos)는 헝가리 국영방송 마자르 텔레비지오에서 화학화상이 완치되려면 상당한 시간이 지나야 한다고 말했다. 마자르 알루미늄(MAL)은 적니에는 유럽 연합 표준에 따른 독성 물질이 포함되지 않았던 것으로 생각되었다고 주장했다. 이에 NDGDM이 조사를 해 보았더니, 유출된 슬러지와 적니는 수소 이온 농도가 13에 달하는 극도의 강염기성 물질이었던 것으로 드러났다.
유출된 화학 물질은 마르셀 강의 모든 생명의 씨를 말렸으며, 10월 7일에는 국제하천인 다뉴브강에까지 이르렀다. 이에 따라 다뉴브강 하류에 위치한 슬로바키아, 크로아티아, 세르비아, 루마니아, 불가리아, 우크라이나는 긴급 대책을 마련하게 된다.
10월 11일, 헝가리 정부는 마자르 알루미늄의 상무이사가 “공공 재앙을 일으킨 범죄적인 직무태만”의 혐의로 체포되었다고 발표했다. 또한 같은 날, 정부는 마자르 알루미늄의 경영권을 박탈하고, 장관이 회사를 관리하도록 명령했다. 헝가리 정부는 이 사건으로 인한 피해 보상, 직업 안정, 그리고 향후 피해 확대 분석을 위해 노력하고 있다.

## 같이 보기
- 물이 아닌 액체류 홍수 목록
- 1985년 스타바 댐 붕괴 사고